# Opius northcarolinensis
Opius northcarolinensis är en stekelart som beskrevs av Fischer 1964. Opius northcarolinensis ingår i släktet Opius och familjen bracksteklar. Inga underarter finns listade i Catalogue of Life.